# Алонське сільське поселення
Ало́нське сільське поселення (рос. Алонское сельское поселение) — сільське поселення у складі Ульчського району Хабаровського краю Росії.
Адміністративний центр та єдиний населений пункт — селище Алонка.

## Населення
Населення сільського поселення становить 328 осіб (2019; 431 у 2010, 740 у 2002).